# The Autobiography of a Flea
The Autobiography of a Flea è un film pornografico del 1976 diretto da Sharon McNight.
Il film è  tratto dal romanzo The Autobiography of a Flea pubblicato nel 1887 a Londra dallo scrittore Edward Avery. È stato uno dei primi film pornografici diretti da una donna.

## Trama
La scena si apre con la giovane Bella che va in chiesa. Il suo amico d'infanzia Charlie l'avvicina per darle un biglietto con un appuntamento nel loro vecchio luogo d'incontro. In un giardino i due si riuniscono e Charlie la introduce alla sua prima esperienza sessuale. Padre Ambrose, che si era nascosto tra i cespugli, li sorprende, rimproverandoli per il loro comportamento e minacciando di rivelare tutto ai loro tutori. Bella implora pietà e padre Ambrose le dice di andarlo a trovare in sacrestia alle due del giorno dopo. Durante l'incontro, padre Ambrose istruisce Bella sul modo in cui può fare sesso essendo libera dal peccato: alleviando le pene dei religiosi. Il padre Superiore e Don Clemente li prendono in flagrante, ma, invece di rimproverare padre Ambrose, pretendono da Bella gli stessi favori che stava a lui elargendo.
Nonostante le sue promesse, padre Ambrose va dallo zio di Bella, monsieur Verbouc, e gli riferisce del suo comportamento lascivo. Lo zio, che a lungo ha coltivato pensieri lussuriosi su sua nipote, cerca di forzarla. Il narratore – la pulce del titolo – interviene mordendolo al fine di smorzare il suo ardore.
Don Clemente, cercando la stanza di Bella, si arrampica alla finestra di sua zia, la pia madame Verbouc. Lei lo scambia per suo marito e lo invita nel suo letto. M. Verbouc irrompe nella stanza e scopre il prete e la moglie nelle loro pratiche erotiche. Lei rimarrà traumatizzata dalle doti amatorie di padre Clemente, interpretato da John Holmes.
Padre Ambrose ha preso di mira l'amica di Bella, Julia Delmont. Ormai completamente dedita alla libidine, Bella accetta prontamente il piano del padre: faranno in modo che Julia sia presa dal proprio padre. Bella si offrirà a Monsieur Delmont, però coprendosi il volto e la figlia di Delmont, ormai sedotta da padre Ambrose, accetterà di bendarsi affinché lui possa fare l'amore con lei. Quando l'atto è consumato, Bella appare e fa finta che sia stato tutto un grosso qui pro quo. Dal momento che Delmont ha potenzialmente impregnato sua figlia, l'unico modo per essere sicuri che il suo incesto non venga scoperto è quello che lei si accoppi con tutti i presenti, in modo che, nel caso fosse incinta, nessuno possa affermare che suo padre è il padre.
Bella e Julia alla fine diventano suore. La storia finisce mentre partecipano a un'orgia con i frati del convento, mentre la pulce emigra verso un altro ospite.